# Eurytoma monticola
Eurytoma monticola är en stekelart som beskrevs av Zerova 2005. Eurytoma monticola ingår i släktet Eurytoma och familjen kragglanssteklar.
Artens utbredningsområde är Israel. Inga underarter finns listade i Catalogue of Life.